# Либелишка Гора
Либелишка Гора (словен. Libeliška Gora) — поселення в общині Дравоград, Регіон Корошка, Словенія. Висота над рівнем моря: 516,7 м.